# Новодмитровская улица
Новодми́тровская у́лица — улица в Бутырском районе Северо-Восточного административного округа города Москвы. Проходит от Бутырской улицы до переулка Добролюбова и до проектируемого проезда № 5427.

## Название
В названии улицы, которое появилось до 1917 года, отражено более позднее её возникновение по сравнению с Дмитровским шоссе, около которого она была проложена.

## Описание
Новодмитровская улица начинается от Бутырской улицы как продолжение 1-й Хуторской улицы и проходит на восток. Справа параллельно Бутырской улице к ней примыкают Большая Новодмитровская улица и Савёловская линия, за последней улица пересекается железнодорожной линией Савёловского направления, автомобильное движение здесь прерывается — существует только пешеходный переход (примерно с 2010 года регулируемый пешеходным светофором и сравнительно современно оборудованный). Далее улица раздваивается: одна часть поворачивает на север и проходит под железнодорожным мостом Рижского направления МЖД, за которым переходит в переулок Добролюбова. Другая часть проходит на юг вдоль Савёловского направления, переходя в проектируемый проезд № 5427, переходящий в Джазовую улицу.

## Учреждения и организации
- Дом 1 — Хлебозавод № 9 (1934)[1];
- Дом 5А:
  - Агентство ТВ-Пресс Граф Илья Толстой;
  - редакции журналов: «Искатель», «Морская коллекция», «Студенческий меридиан», «Кентавр», «Baby», «Детективы СМ», «Детективы искателя», «Литературная учёба», «Багз-Банни и его друзья», «Моделист-конструктор», «А почему?» (приложение к журналу «Юный техник»), «Левша» (приложение к журналу «Юный техник»), «Gen 13», «Бронеколлекция», «Авиаколлекция», «Все звёзды», «Ровесник», «Юный натуралист», «Юный техник», «Юный художник», «Пантеон», «Мир искателя», «Подъёмно-транспортное оборудование», «Колокольчик», «Сельская молодёжь», «Мурзилка», «Приключения Скуби-Ду», «Маруся», «Мет», «Штучка», «Бумеранг», «Молодая гвардия», «Школьный вестник», «Плодоовощной бизнес», «Доски», «Подвиг»;
  - редакции газет: «Зооновости. Птичий рынок»,
  - издательства и издательские дома: «Мир искателя», «Литературная учёба», «Ровесник», «Подвиг», «Вся пресса», «Фантом Пресс»;
  - рекламные агентства: «Союз-Медиа», «Агат-Медиа»;
  - архив и типография: «Молодая гвардия»;
  - ландшафтный центр «Земляничные поля»; НПЦ «Дэйтлайн»;
- Дом 5А, строение 1 — региональная общественная организация Информационно-исследовательский центр «Панорама»;
- Дом 5А, строение 8 — журналы: «Главбух», «Финанс», «Строительная инженерия», «Складские технологии», «Логистик and Система», «Двойная запись»; газеты: «Финансовая Россия», «Учёт, налоги, право»; бухгалтерская справочная система «Система Главбух».

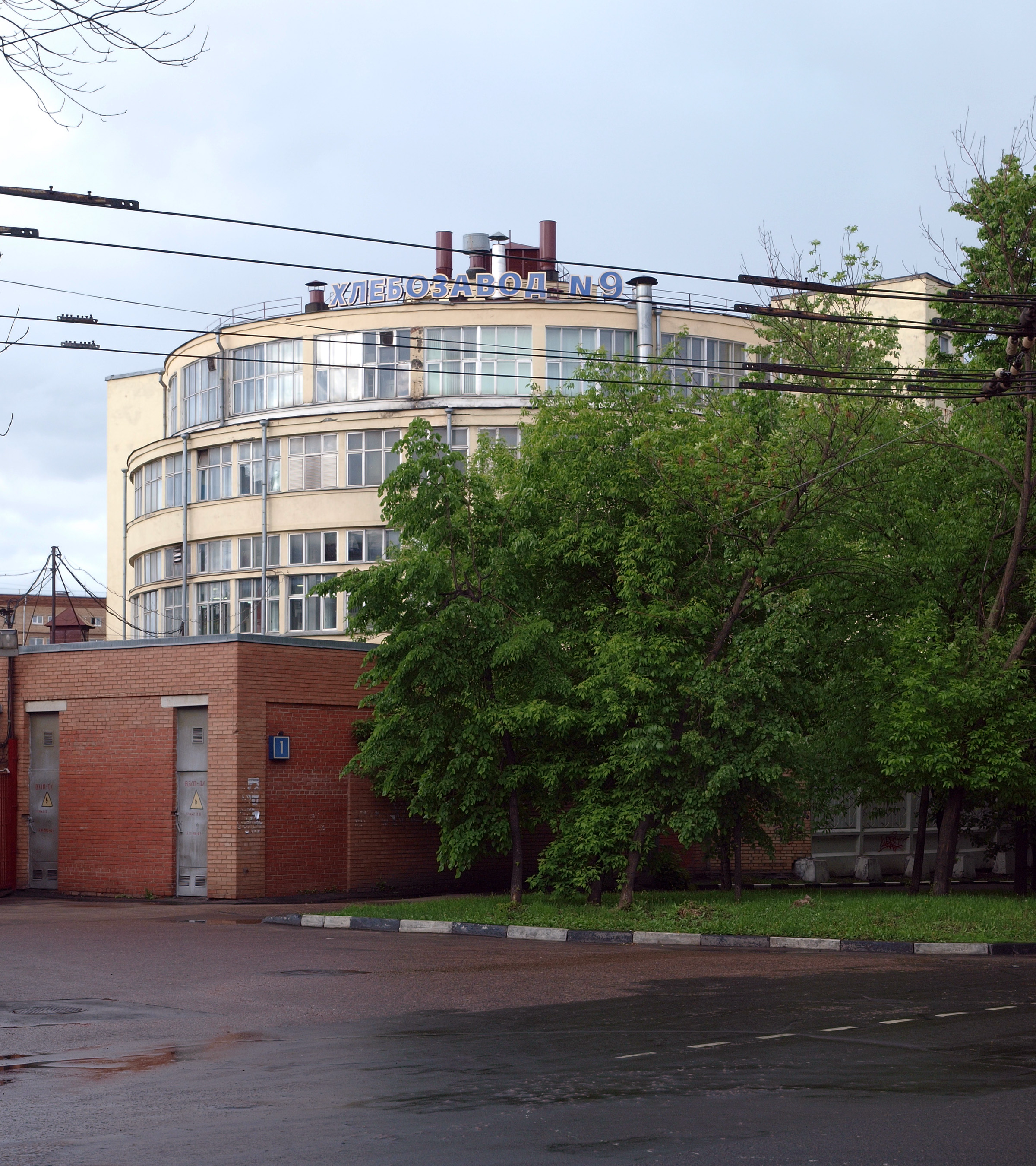
Хлебозавод № 9
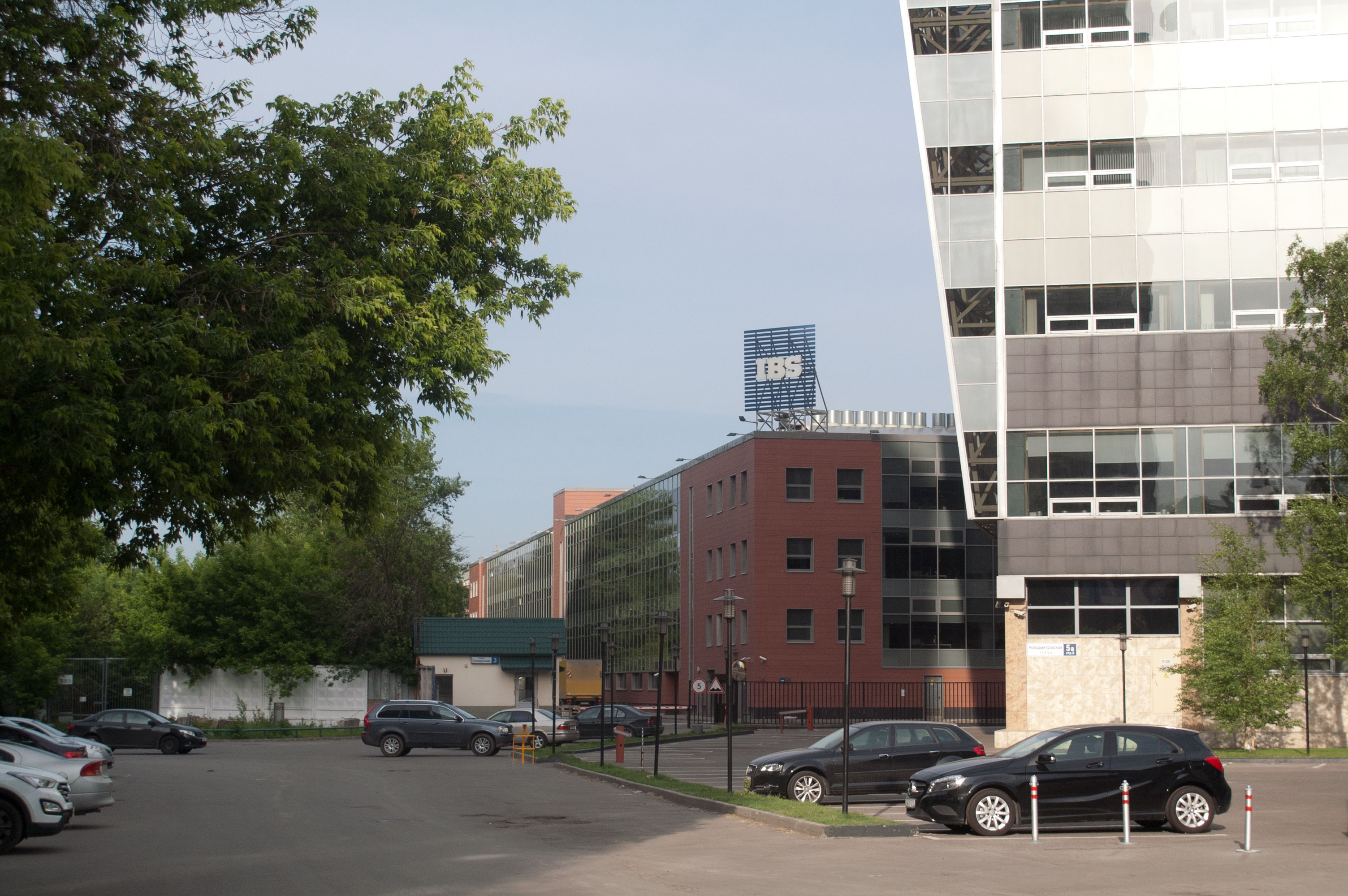
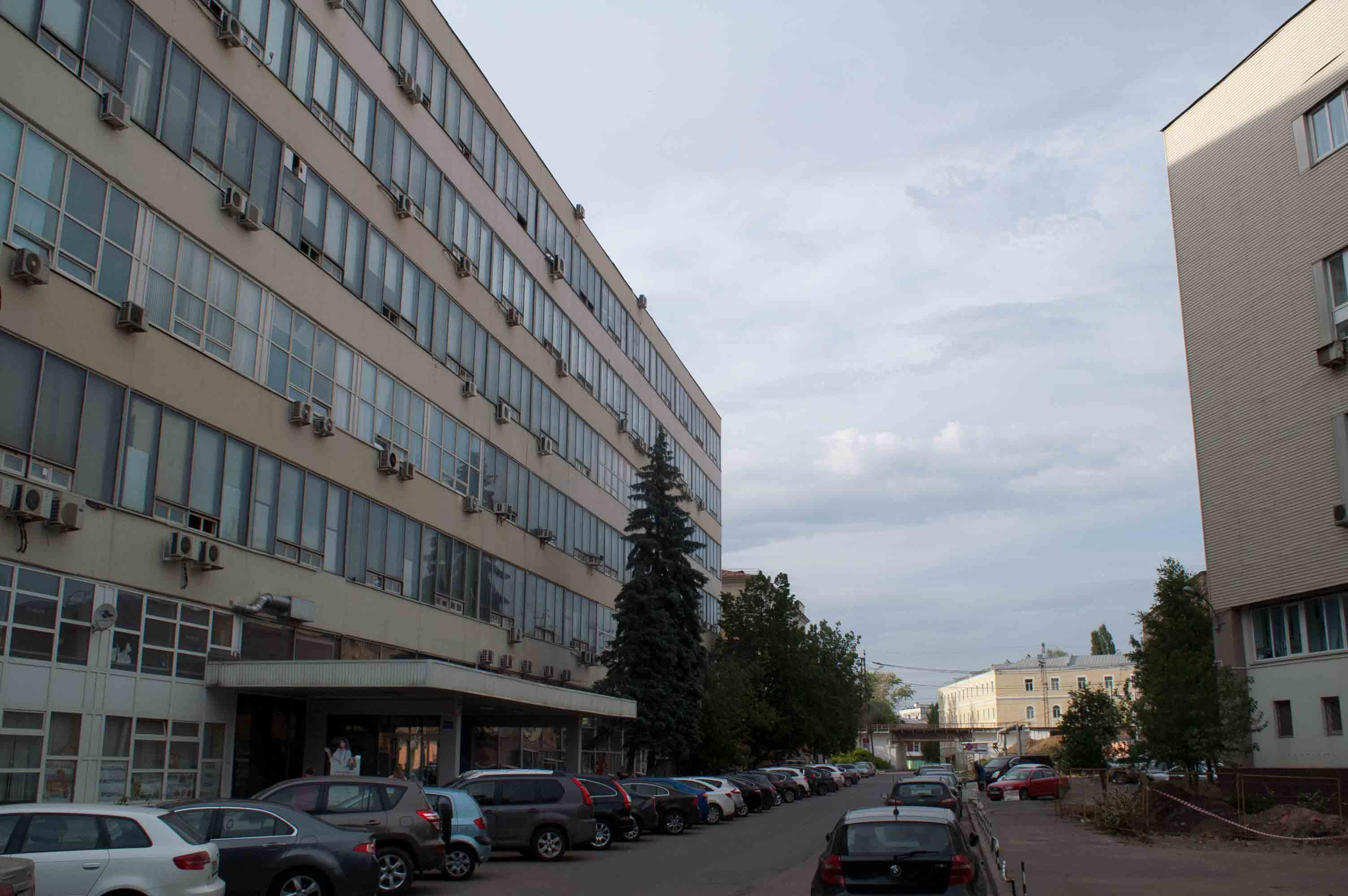
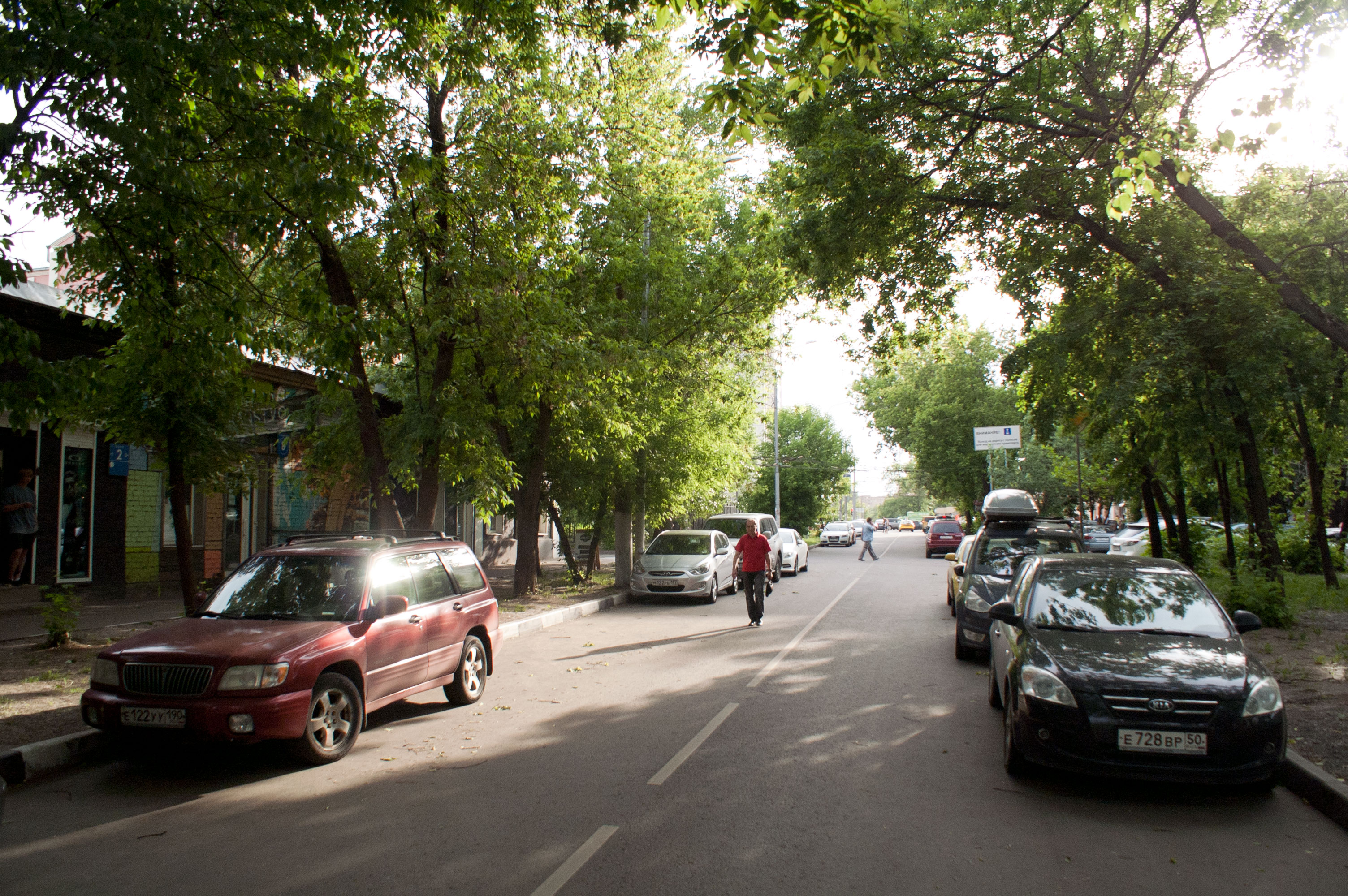
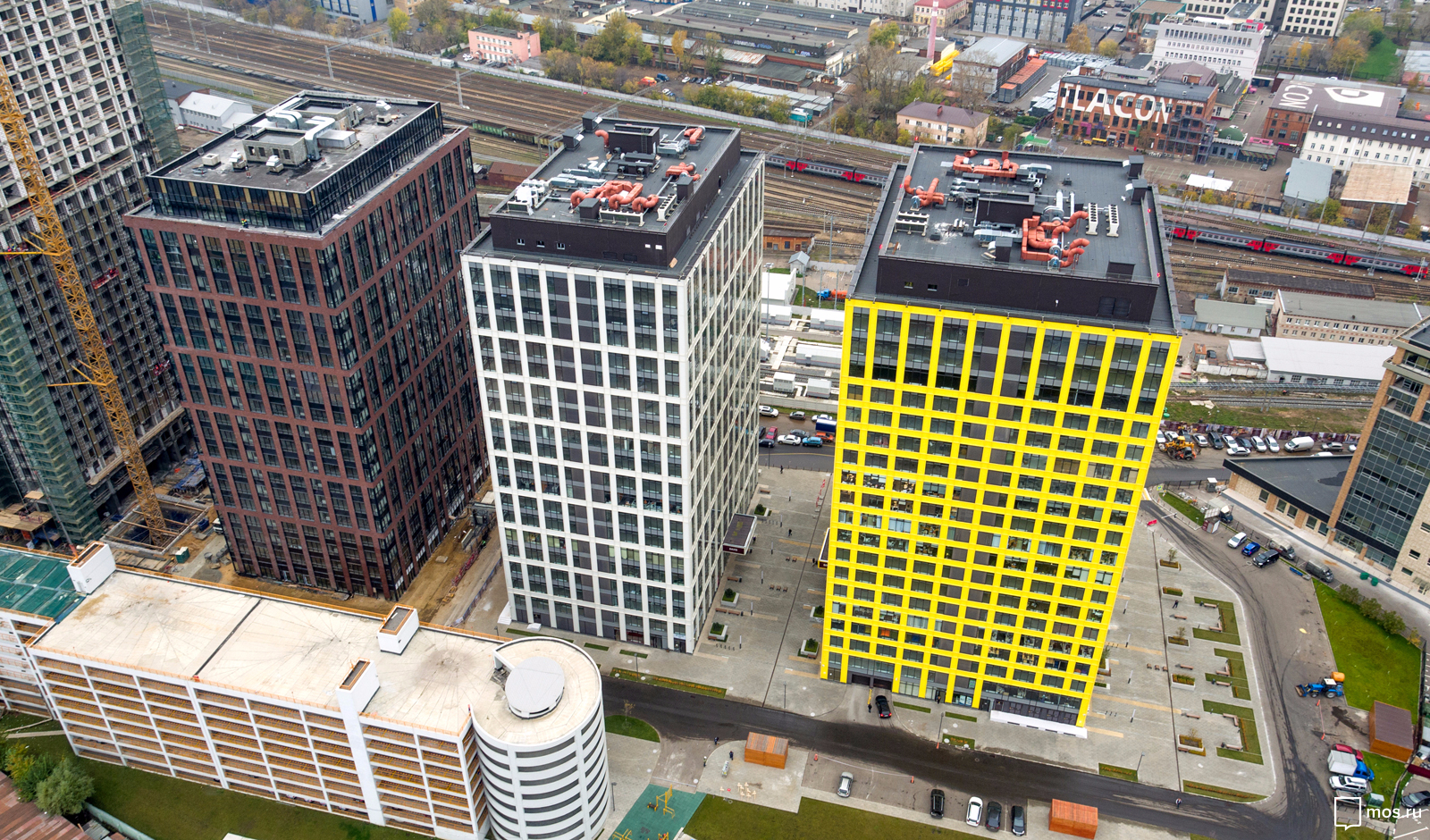
Многофункциональный комплекс «Савёловский Сити»